# José Jorge González
José Jorge González, meglio noto come El Negro (Montevideo, 27 giugno 1944 – Montevideo, 2 maggio 1991), è stato un calciatore argentino, di ruolo difensore.
Ha diversi record: è il giocatore straniero con più presenze nel campionato argentino, quello più presente nella storia del Rosario Central ed è il giocatore che ha più presenze nel Clásico rosarino tra Rosario Central e Newell's Old Boys, con 41 derby disputati. Inoltre, è ottavo per numero di presenze nella prima divisione argentina. Ha segnato solo 10 reti nella sua carriera con le Canallas, tuttavia il club non ha mai perso quando González è andato a segno.

## Carriera

### Club
Dopo aver debuttato con il Racing Montevideo, si trasferisce agli argentini del Rosario Central, nonostante le voci di un suo passaggio al Peñarol. Esordisce in campionato nel 1966 in un match contro il River Plate vinto 1-0 sotto la guida del tecnico Manuel Giúdice. Inizialmente il suo compito è marcare l'attaccante di sinistra, in seguito Giúdice lo sposta come marcatore della punta destra. Grazie al rendimento costante e di alto livello, diviene presto un titolare inamovibile delle Canallas, formando una grande intesa sulla fascia assieme a Ramón Bóveda e ad Aldo Poy.
Nel 1971 il Rosario Central vince il suo primo storico campionato argentino: l'approdo del Negro è fondamentale nella semifinale contro i rivali del Newell's Old Boys. Nei minuti finali del derby rosarino, González arriva dalla fascia destra e mette un cross al centro dell'area, il compagno di squadra Aldo Poy si tuffa e di testa realizza l'1-0 che vale la finale per il titolo. La rete di Poy passa alla storia come la palomita; tre giorni dopo, il Rosario Central batte per 2-1 il San Lorenzo e vince il suo primo campionato argentino.
Nel 1973 il club gialloblu vince il suo secondo campionato. Nel 1978, El Negro passa al Vélez e negli anni seguenti gioca anche per il Gimnasia La Plata prima di tornare in patria e chiudere la carriera al Racing di Montevideo, da dove aveva iniziato.
Negli anni seguenti al suo ritiro, a causa di problemi familiari perse tutti i suoi soldi, vivendo in uno stato di povertà e in preda all'alcolismo. Morì a Montevideo all'età di 46 anni.

### Nazionale
Gioca il Torneo Pre-Olimpico CONMEBOL 1964 con la selezione uruguaiana Under-23, scendendo in campo in due occasioni. Il 17 aprile 1974, è titolare nella "selezione rosarina" che sconfigge per 3-1 la Nazionale argentina in un'amichevole pre-Mondiale dominata dal Trinche Carlovich: El Negro segna la prima rete al 9'.

## Palmarès
- Campionato argentino: 2

Rosario Central: Nacional 1971, Nacional 1973